# Tyrannochthonius ecuadoricus
Tyrannochthonius ecuadoricus és una espècie d'aràcnid de l'ordre Pseudoscorpionida de la família Chthoniidae.
Es pot trobar a l'Equador i a Perú.